# Bulletin of Botanical Research
Bulletin of Botanical Research (abreviado Bull. Bot. Res., Harbin) es una revista ilustrada con descripciones botánicas que es editada en China en la ciudad de Harbin. Es publicada desde el año 1981. Fue precedida por Bull. Bot. Lab. N.E. Forest Inst., Harbin